# Frederick Arthur Bridgman
Frederick Arthur Bridgman, född 10 november 1847 i Tuskegee i Alabama, död 13 januari 1928, var en amerikansk konstnär.
Bridgman arbetade under perioden 1864-1865 i New York som tecknare på American Bank Note Company, och studerade samtidigt konst vid Brooklyn Art School och National Academy of Design. År 1866 bosatte han sig i Frankrike, och blev lärjunge till Jean-Leon Gerome. Han bosatte sig permanent i Paris, där han uppmärksammandes för sina bilder från Bretagne och Normandie. Efter en resa till Egypten 1873–1874 kom han främst att ägna sig åt att måla orientaliska landskap. Bridgman tilldelades hederslegionen, och valdes även år 1881 in i National Academy.

## Galleri

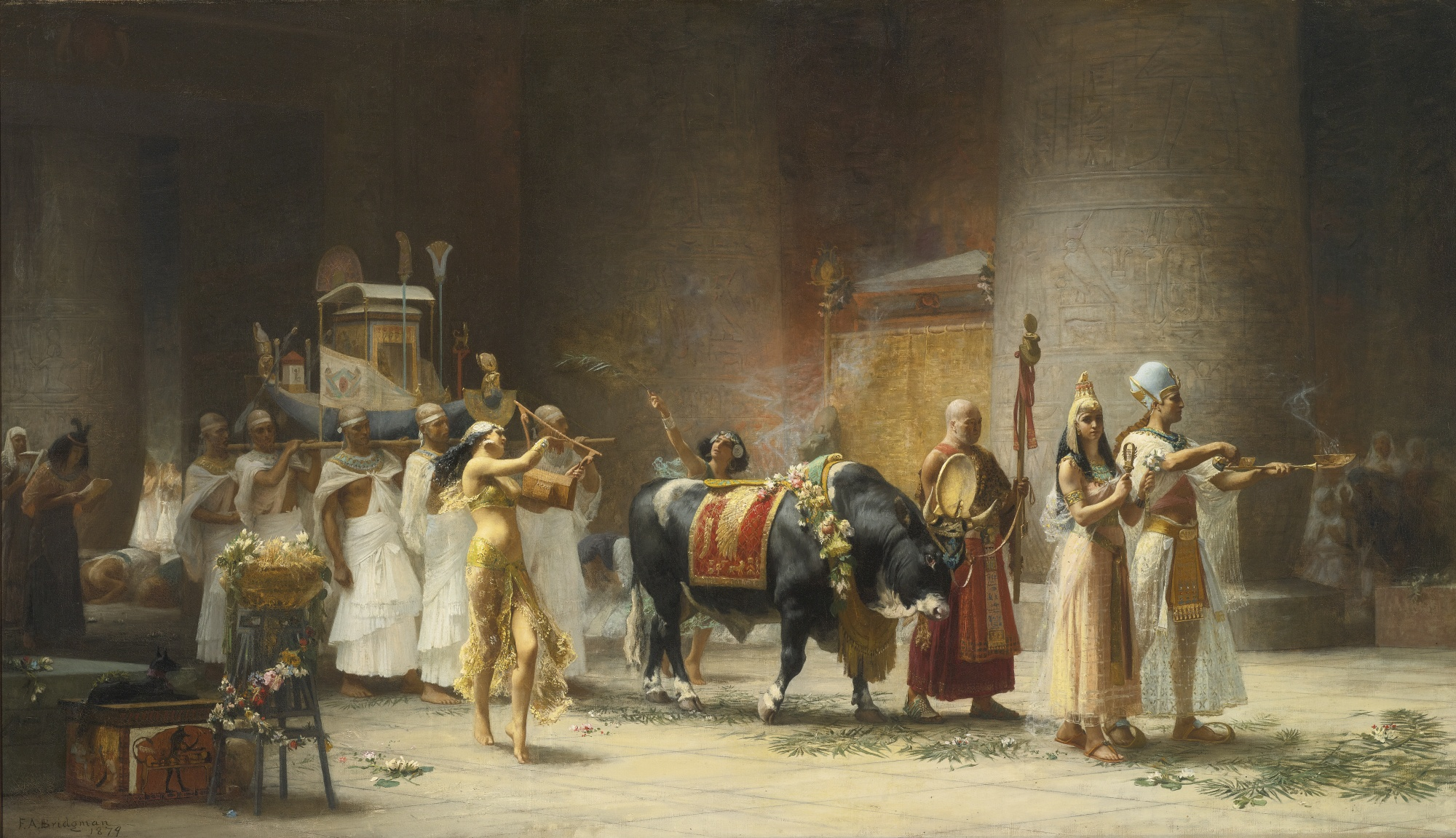
The Procession of the Bull Apis, 1879
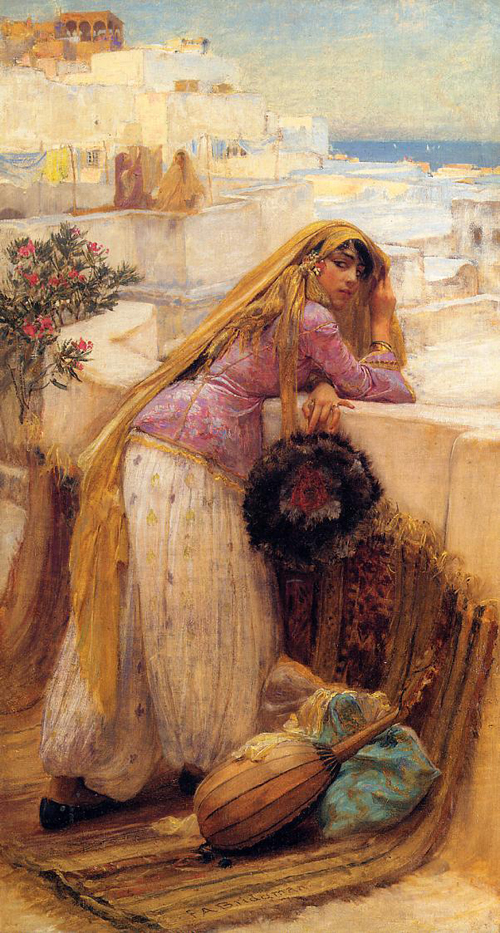
On the Terrace, ca 1885
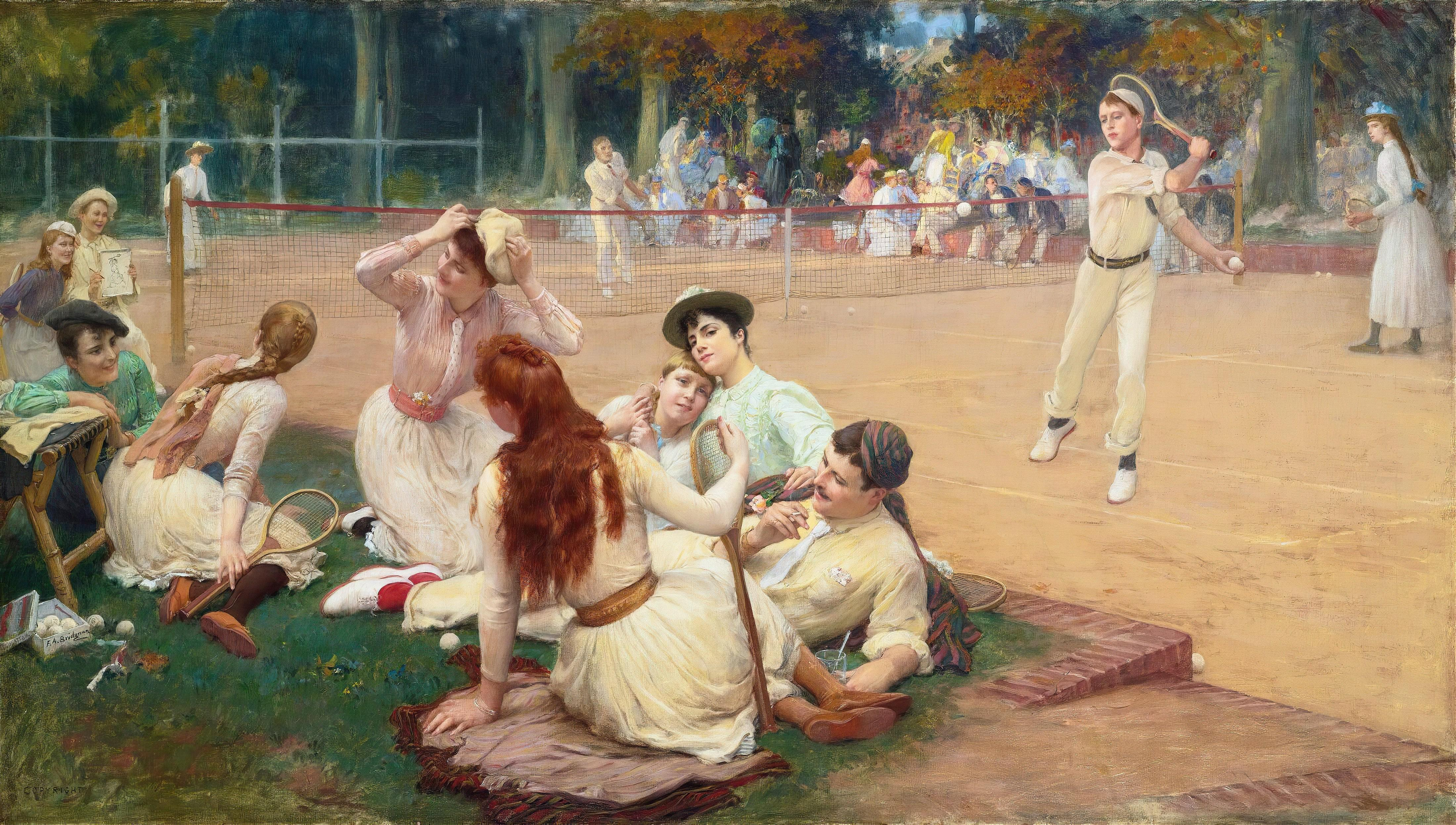
Lawn Tennis Club, 1891
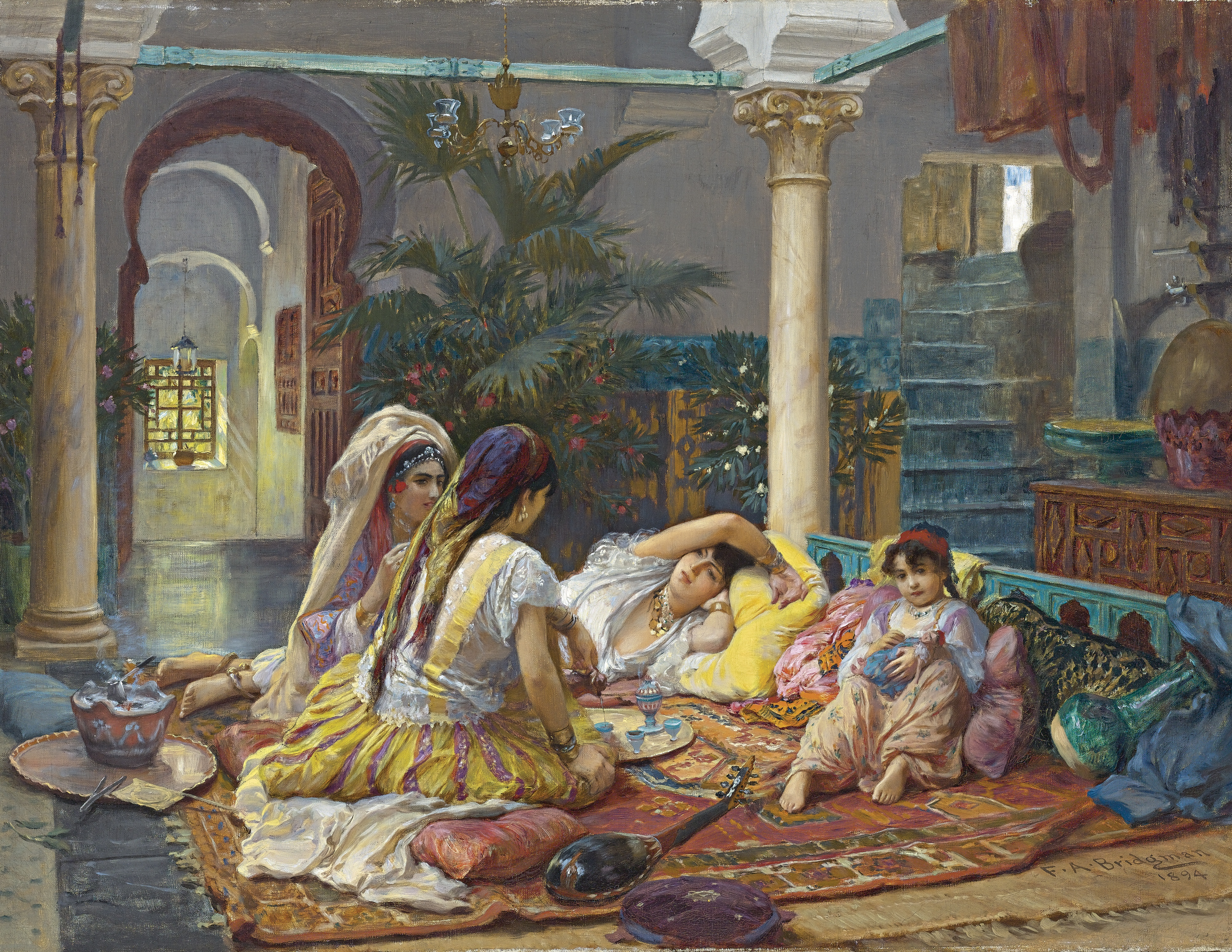
In the Harem, 1894